# Rode Valken
De Rode Valken is een socialistische jongerenbeweging. De eerste groepering werd opgericht door de Weense onderwijzer Anton Tesarek te Oostenrijk. Met de publicatie van Das Buch der Roten Falken zette Tesarek de basisprincipes van de jeugdbeweging uiteen. Hij wilde bij het ontstaan in de eerste plaats een betekenisvolle vrijetijdsbesteding bieden voor kinderen uit arbeidersmilieus. Anton Tesarek wilde de stem van de jongeren binnen zijn beweging veel ruimte geven. Niettegenstaande de jonge leeftijd vond hij het belangrijk dat de leden inspraak hadden bij de koers van de organisatie. Hierin zien we de invloed van de reformpedagogiek. Deze stroming plaatste het kind bij de opvoeding centraal en wilde tot een maximale ontplooiing komen op basis van de persoonlijke sterktes. Tesarek was op de hoogte van deze pedagogische inzichten en liet zich onder andere inspireren door Ovide Decroly.

## Geschiedenis

### België
Het ontstaan van de beweging kunnen we situeren in de jaren 1920. In België werden de Rode Valken opgericht in 1929, onder initiatief van het Arbeiders Jeugd Verbond. Omdat een delegatie van de Arbeidersjeugd de Weense Jeugdfeesten had bijgewoond, kwamen zij in contact met de concrete werking van de Oostenrijkse Rode Valken. Zij besloten dat het nuttig zou zijn om ook in België een beweging van Rode Valken op te richten binnen de Arbeidersjeugd. In deze eerste fase konden jongeren van 12 tot 16 jaar terecht bij de Rode Valken. In 1931 hadden zich al 650 jongeren aangesloten bij de Valken, waardoor het ledenaantal van de Arbeidersjeugd serieus steeg. De Rode Valken waren verdeeld in een aantal kleinere groepen. De horde was de basiseenheid en bestond maximaal uit 15 jongeren, onder het leiderschap van een hordeleider. Maximaal vier hordes werden samengevoegd in een troep, die op hun beurt per gewest tot een stam werden gecombineerd. Met 650 leden was het geen kwantitatief sterke beweging maar de bezielers, Tesarek inclusief, vonden dat dit niet het meest relevante was. Voor hen was het belangrijker dat het een ideologisch sterke beweging was waarin solidariteit en gemeenschapszin werden uitgedragen. Ook de banden met het Belgische socialisme waren zeer present in de beweging. Diepgang ging dus voor op uitbreiding. Organisatorisch zouden nadien nog verschillende zaken veranderen en daarbij zouden ook de verschillende leeftijdsgroepen nog uitbreiden. Van 1944 tot 1965 maakten ze deel uit van de Socialistische Jeugd en van 1945 tot heden tevens van het Socialistisch Jeugdverbond. Het hoogtepunt van de Belgische Rode Valken bleef echter tijdens het interbellum. Ook vandaag bestaan nog steeds verschillende Belgische bewegingen van Rode Valken.

### Nederland
In Nederland was de beweging bekend onder de naam Arbeiders Jeugd Centrale, maar door het sterk dalende ledenaantal werd de vereniging opgedoekt in 1959.

## Ideologische betekenis van de Rode Valken

### Vlaanderen
De Rode Valkenbeweging was niet gewoon een jeugdbeweging waar verschillende spelletjes werden gespeeld. Plezier was ook een belangrijke component van hun werking, maar de activiteiten waren vaak ideologisch gekleurd. Op een speelse manier werden solidariteit, gemeenschapszin en bepaalde socialistische waarden aangebracht zodat de jongeren zich deze waarden al spelende eigen zouden kunnen maken. Hier was geen sprake van indoctrinatie, maar eerder van socialisatie. Rood stond voor het socialisme, terwijl de valk vrijheid en onafhankelijkheid symboliseerden. Met deze twee kernwaarden en de pedagogische principes was het voor het leiderschap veel zinvoller om de centrale waarden aan te reiken, zodat de jongere hier zelf mee aan de slag kon gaan tijdens het dagelijkse leven.
De belangrijkste principes werden opgelijst in de Rode Valkenwet. De originele versie werd opgesteld door Tesarek, maar verschillende nationale verenigingen hebben bepaalde wijzigingen aangebracht. Het gaat om twaalf principes die de fundamentele waarden van de Rode Valken omvatten. Het moest als een leidraad dienen voor de Rode Valken en hun leiding. In België en Nederland was tijdens het interbellum vooral de vertaling van Koos Vorrink invloedrijk. Later kwam het Socialistisch Jeugdleidersinstituut met een versie waarin eigen accenten werden gelegd. Veel veranderde er echter niet. De twaalf principes gingen bij de versie van het Socialistisch Jeugdleidersinstituut als volgt:
- Wij, Rode Valken, voelen ons deel van de socialistische gemeenschap
- Wij, Rode Valken, willen goede kameraden zijn
- Wij, Rode Valken, willen anderen helpen waar wij kunnen
- Wij, Rode Valken, hebben eerbied voor iedere eerlijke overtuiging, ook wanneer ze niet de onze is
- Wij, Rode Valken, stellen vertrouwen in onze leiding
- Wij, Rode Valken, komen moedig voor onze mening uit. Wij praten niet achter andermans rug
- Wij, Rode Valken, streven naar waarheid. Het gegeven woord is ons heilig, wij willen nauwgezet en trouw onze plichten vervullen
- Wij, Rode Valken, streven naar reinheid in woorden en daden
- Wij, Rode Valken, streven naar soberheid en eenvoud. Wij gebruiken geen alcohol, noch tabak
- Wij, Rode Valken, verzorgen ons lichaam door reinheid, oefening en harding
- Wij, Rode Valken, zijn vrienden en beschermers der natuur
- Wij, Rode Valken, willen goede Pioniers worden

Het was niet de bedoeling dat deze waarden enkel werden gebruikt tijdens de bijeenkomsten van de Valken. De beweging ijverde voor een betere samenleving en daar had ieder individu zijn of haar rol in te spelen. Het moest ook helpen om een sterke band te creëren tussen de leden. De beweging wilde bovenal gemeenschapszin voeden onder de Rode Valken. Ook de linken met de bredere socialistische gemeenschap werden benadrukt. In regelmatige publicaties van de Rode Valkenbeweging, waaronder 'Vriendschap', 'Stuwing' en 'De Schakel', vormde de Rode Valkenwet ook een geliefkoosd onderwerp.
In de activiteiten voor de jongeren werden deze principes weerspiegeld, maar ideologie en recreatie wisselden vulden elkaar aan. Buitenactiviteiten, uitstappen, zang en volksdans kwamen vaak voor. Er werden ook verschillende kampen georganiseerd, waarbij sommige door verschillende nationale Valkenbewegingen werden bezocht. De leden waren steeds herkenbaar aan het blauwe arbeidershemd en een halsdoek als uniform. Dit kon nog worden aangevuld met een rode das na de Rode Valkenproef. Dit vormde een van de weinige overgangsrituelen in de beweging. Het ging om een sober uniform die de gedachte van gelijkheid in de praktijk moest brengen.
Kenmerkend voor de Rode Valken was dat dit een gemengde beweging was. Coëducatie was voor de organisatie belangrijk. Het idee was dat jongens en meisjes best al vroeg op een respectvolle manier met elkaar leren omgaan zodat ze dit later naar hun volwassen leven kunnen doortrekken. Iedere Valk was gelijk, of die nu een jongen of meisje was. Dit was een unicum binnen het veld van de jeugdbewegingen, waar het scheiden van de geslachten eerder de norm was. Zeker voor katholieke groepen vormde dit een reden om de Rode Valken te mijden.
Hoewel de ideologische bagage van de beweging uitgebreid was rond het socialisme en de gemeenschapsvorming, nam het belang in de loop van de jaren 60 af. Recreatie kreeg langzaam maar zeker de absolute bovenhand in de organisatie.

## Structuur
In Vlaanderen bestaan er Rode Valkengroeperingen in Aalst, Antwerpen, Brugge, Deurne, Hoboken, Kallo, Merksem, Oostende, Oudenburg, Schoten en Zandvliet. De organisatie wordt echter niet erkend door de subsidiërende overheid. In Wallonië zijn er anno 2019 ongeveer zestig groeperingen die overkoepeld zijn en wel erkend worden door de Franse Gemeenschap.

## Internationaal
Internationaal is er de International Falcon Movement - Socialist Education International met de hoofdzetel in Brussel die alle groeperingen verenigt. Het eerste secretariaat werd in 1931 samengesteld. Het is een zusterorganisatie van de Socialistische Internationale en werkt nauw samen met International Union of Socialist Youth. De organisatie heeft leden over de hele wereld, maar voornamelijk uit Europa en Zuid-Amerika.

## Bekende en minder bekende (ex-)leden
- Englebert Truyens
- Piet Kempenaars
- John Lambrechts
- Jef Ramaekers (1923 - 2004), Belgisch politicus, burgemeester en minister voor de BSP
- Oscar Rillaerts
- Christel Birchen
- Frédéric Legrand
- Willy Seeuws
- Leona Detiège